# Keskenyerdő
Keskenyerdő,  (horvátul: Kozjak, németül: Geisdorf) falu Horvátországban, Eszék-Baranya megyében. Közigazgatásilag Bellyéhez tartozik.

## Fekvése
Eszéktől légvonalban 16, közúton 19 km-re északkeletre, községközpontjától légvonalban 9, közúton 11 km-re északkeletre Baranyában, a Drávaszög területén, a Kopácsi-réten fekszik. A Rét, a Duna és a Dráva összefolyásának területe, a Dráva dunai torkolatától a falvak felé 10–15 km szélességben terül el. Körülbelül egyhatodát erdőség borítja, a többi áradáskor víz, máskor rétség. Régen az év nagy részében rendszerint víz alatt állt és csak az ár visszahúzódásakor váltak láthatóvá a holtágak és tavak, mint a Kopácsi tó. Ma az egész terület a Kopácsi-rét Természetvédelmi Park részét képezi.

## Története
A település a korábban Rétnek, újabban Kopácsi-rétnek nevezett területen Laskó határában jött létre a 19. század közepén, Keskenyerdő-puszta néven mezőgazdasági majorként a bellyei uradalom területén. A közeli kiterjedt legelőkön szarvasmarhákat, lovakat tartottak. A 19. század végén, a baranyai mezőgazdaság fejlesztése miatt eltűntek a marháknak és lovaknak szánt legelők és az állattenyésztés fokozatosan háttérbe szorult. A település az első világháború után az új szerb-horvát-szlovén állam, majd később (1929-ben) Jugoszlávia része lett. A délszláv hatóságok a település nevét Kozjakra (koza = kecske) szlávosították. Az 1920-as években a bellyei uradalmat államosították. 1941 és 1944 között a település ismét Magyarországhoz tartozott. A második világháború után Keskenyerdőn főként zöldséget termesztettek. 1957-ben „Vitamin” néven paprikafeldolgozó üzemet létesítettek. Az istállókban már a 20. század eleje óta teheneket tartottak és tejet termeltek. 1958-tól szarvasmarha-hizlalásra és hústermelésre álltak át. Ide tartozott a dunai-pusztai Ebling-telep is. 1957-ben 130, 1960-ban 903, 1971-ben 494 hízómarhát neveltek a telepeken. 1972-ben az itteniek 7166 hektár földön gazdálkodtak. Az 1960-as években a falunak iskolája, kultúrháza, vendéglője is volt. A megélhetési nehézségek miatt az 1970-es évektől megindult a lakosság elvándorlása. Az 1991-es népszámlálás adatai szerint lakosságának 65%-a horvát, 14%-a magyar, 11%-a szerb, 6%-a szlovén, 3%-a német anyanyelvű volt. A falut 1991 szeptemberében megszállták a JNA katonái és a szerb szabadcsapatok. A településnek 2011-ben 60 lakosa volt.

## Lakossága
| Lakosság változása | Lakosság változása | Lakosság változása | Lakosság változása | Lakosság változása | Lakosság változása | Lakosság változása | Lakosság változása | Lakosság változása | Lakosság változása | Lakosság változása | Lakosság változása | Lakosság változása | Lakosság változása | Lakosság változása | Lakosság változása |
| ------------------ | ------------------ | ------------------ | ------------------ | ------------------ | ------------------ | ------------------ | ------------------ | ------------------ | ------------------ | ------------------ | ------------------ | ------------------ | ------------------ | ------------------ | ------------------ |
| 1857               | 1869               | 1880               | 1890               | 1900               | 1910               | 1921               | 1931               | 1948               | 1953               | 1961               | 1971               | 1981               | 1991               | 2001               | 2011               |
| 0                  | 0                  | 0                  | 0                  | 438                | 261                | 0                  | 0                  | 870                | 597                | 403                | 407                | 201                | 140                | 93                 | 60                 |

(1900-tól 1981-ig településrészként, 1991-től önálló településként. 1921-ben és 1931-ben lakosságát Laskóhoz számították.)

## Gazdaság
A pusztán hagyományosan a mezőgazdaság és az állattartás képezte a megélhetés alapját. Ma a mezőgazdaság mellett a falusi turizmus fejlesztése a fő cél.

## Sport
Az NK Hajduk Kozjak labdarúgóklubot az 1950-es években alapították.